# Conotrachelus interruptus
Conotrachelus interruptus – gatunek chrząszcza z rodziny ryjkowcowatych.

## Zasięg występowania
Ameryka Południowa, występuje w Brazylii.

## Budowa ciała
Przednia krawędź pokryw znacznie szersza od przedplecza i zakończona po bokach ostrogą. Przedplecze niemal kwadratowego kształtu, jedynie przednia krawędź zaokrąglona, pokrywy punktowane.